# Horace Bailey

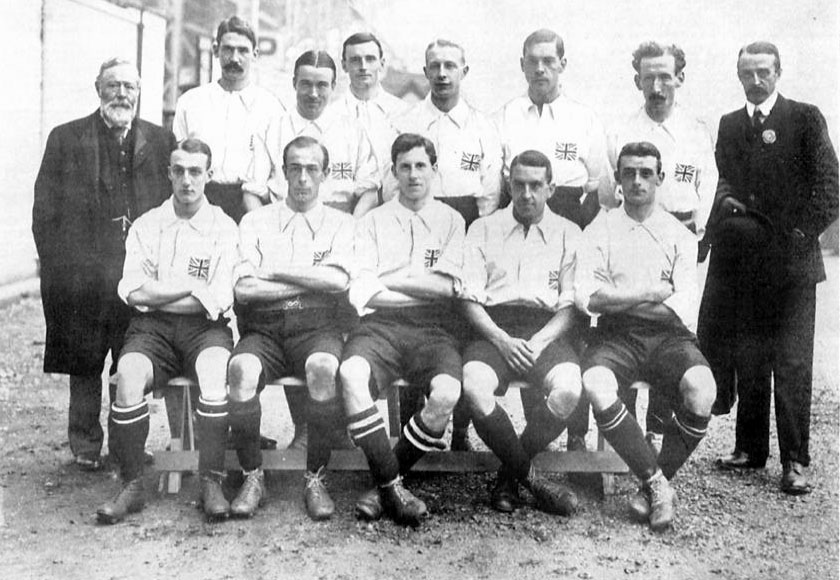
Seleção da Inglaterra de 1908

Horace Peter Bailey (Derby, 3 de julho de 1881 - 1 de agosto de 1960) foi um futebolista inglês que competiu nos Jogos Olímpicos de 1908 e 1912, sendo bicampeão olímpico.
Horace Bailey atuou como goleiro, pela Seleção Britânica de Futebol conquistou a medalha de ouro em 1908 e 1912.